# Lasiopogon apenninus
Lasiopogon apenninus är en tvåvingeart som beskrevs av Mario Bezzi 1921. Lasiopogon apenninus ingår i släktet Lasiopogon och familjen rovflugor. Inga underarter finns listade i Catalogue of Life.